# John Tavener
John Tavener (Wembley, 28 gennaio 1944 – Child Okefor, 12 novembre 2013) è stato un compositore britannico, insignito del titolo di baronetto nel 2000 per i suoi meriti artistici.

## Biografia
John Kenneth Tavener è diretto discendente del compositore britannico John Taverner. Egli ha frequentato la Highgate School e successivamente la Royal Academy of Music dove fu allievo di Lennox Berkeley. Il primo lavoro che lo portò alla ribalta fu la cantata The Whale, basata sull'episodio biblico del Vecchio testamento Giona e la balena. Essa venne eseguita in prima mondiale dalla London Sinfonietta e quindi registrata per l'etichetta discografica Apple Records. Altra opera registrata per la stessa etichetta è stata il Celtic Requiem.
Nel 1968 avviene la prima esecuzione assoluta nella Queen's Elizabeth Hall di Londra di "Introit for the Feast of St.John Damascene", cantata sacra per soprano, contralto, coro misto a 4 voci e orchestra di sua composizione con Heather Harper.
Nel  1977 si convertì alla religione ortodossa russa. Da allora le influenze della tradizione ortodossa e le sue liturgie influenzarono la scrittura musicale del compositore britannico. Egli fu particolarmente coinvolto nel misticismo indirizzando i suoi studi e le sue composizioni al pensiero del padre della chiesa russa san Giovanni Crisostomo.
Uno dei pezzi più popolari di Tavener, ed eseguito molto frequentemente, è il breve corale senza accompagnamento, in quattro parti, su testi di  William Blake, The Lamb, scritto in occasione del terzo compleanno di suo nipote in un pomeriggio del 1982. Questo pezzo, scritto in stile omofonico, viene normalmente eseguito come canto di Natale. Importante comunque è stata la sua esplorazione della cultura musicale di Russia e Grecia come dimostrato dalle sue composizioni Akhmatova Requiem e Sixteen Haiku of Seferis. Suoi lavori successivi sono stati The Akathist of Thanksgiving (1987), composto per celebrare il primo millennio della chiesa ortodossa russa, The Protecting Veil e Song For Athene eseguita ai funerali della principessa Diana di Galles nel 1997. Dopo la morte della principessa compose e dedicò alla sua memoria il pezzo Eternity's Sunrise, su un testo poetico di William Blake.
È stato scritto, particolarmente dalla stampa britannica, che Tavener abbia abbandonato la chiesa ortodossa per esplorare alcune differenti tradizioni religiose fra le quali l'Induismo e l'Islam, e divenire un seguace del filosofo mistico  Frithjof Schuon. Nel 2003 ha composto la grandiosa opera The Veil of the Temple, basata su testi di varie religioni. Essa è scritta per quattro cori, diverse orchestre, diversi cantanti solisti e dura almeno sette ore.
Mentre le prime opere di Tavener erano influenzate dalla musica di Igor' Fëdorovič Stravinskij, spesso invocando il suono universale di Requiem Canticles e A Sermon, a Narrative and a Prayer, le sue composizioni recenti usano delle sonorità più libere e sono spesso diatonicamente tonali. Alcuni critici trovano delle similitudini stilistiche con la musica di Arvo Pärt. Anche la musica di Olivier Messiaen ha influito sulle prime composizioni di Tavener.
Colpito da ictus nel 1979, nel 1990 gli è stata diagnosticata la Sindrome di Marfan e nel 2007 ha subito un attacco cardiaco. È scomparso nel 2013 all'età di 69 anni nella sua casa nel Dorset.

### Successi più importanti
- 1969 - The Whale prima alla London Sinfonietta e successiva registrazione con l'etichetta dei The Beatles, Apple records.
- 1971 - Celtic Requiem registrato per la Apple.
- 1973 - Thérèse, la storia di Santa Teresa di Lisieux, commissionata dalla Royal Opera House.
- 1989 - prima di The Protecting Veil al Proms di Londra.
- 2000 - riceve l'investitura a Sir.
- 2003 - prima di The Veil of the Temple alla Temple Church.
- 2005 - prima di Laila, prima collaborazione di Tavener con Random Dance company e il coreografo Wayne McGregor.
- 2006 - opera Fragments of a Prayer nella colonna sonora del film di Alfonso Cuarón, Children of Men.
- 2007 - prima di The Beautiful Names con il BBC Symphony Chorus  e la  BBC Symphony Orchestra allaWestminster Cathedral. L'opera cantata in lingua araba, è basata su 99 Names of God in the Qur'an (99 nomi di Allah trovati nel Corano).

## Opere principali
- The Whale (1966; solisti, voce recitante, coro, coro di voci bianche e orchestra)
- The Protecting Veil (1988; violoncello e orchestra d'archi)
- Ikon of the Nativity (1991; a cappella)
- Song for Athene (1993; coro)
- The Last Sleep of The Virgin (1994)
- The Veil of the Temple (2002; soprano, coro, coro di voci bianche ed ensemble)
- Schuon Lieder (2003; soprano ed ensemble)
- Laila (Amu) (2004; soprano, tenore e orchestra)

## Discografia principale
- The Protecting Veil - Virgin 561849-2
- Schuon Lieder - Black Box BBM1101
- The Veil of the Temple - RCA 82876661542